# Consuelo
Consuelo – miasto i gmina na Dominikanie, położone w centralnej części prowincji San Pedro de Macorís. 

## Opis
Miasto zostało założone w 1881 roku, obecnie zajmuje powierzchnię 131,9 km² i liczy 25 463 mieszkańców 1 grudnia 2010 . Patronem miasta jest św Anna i pod jej wezwaniem znajduje się tu Sanktuarium.